# クイーンズボロ橋

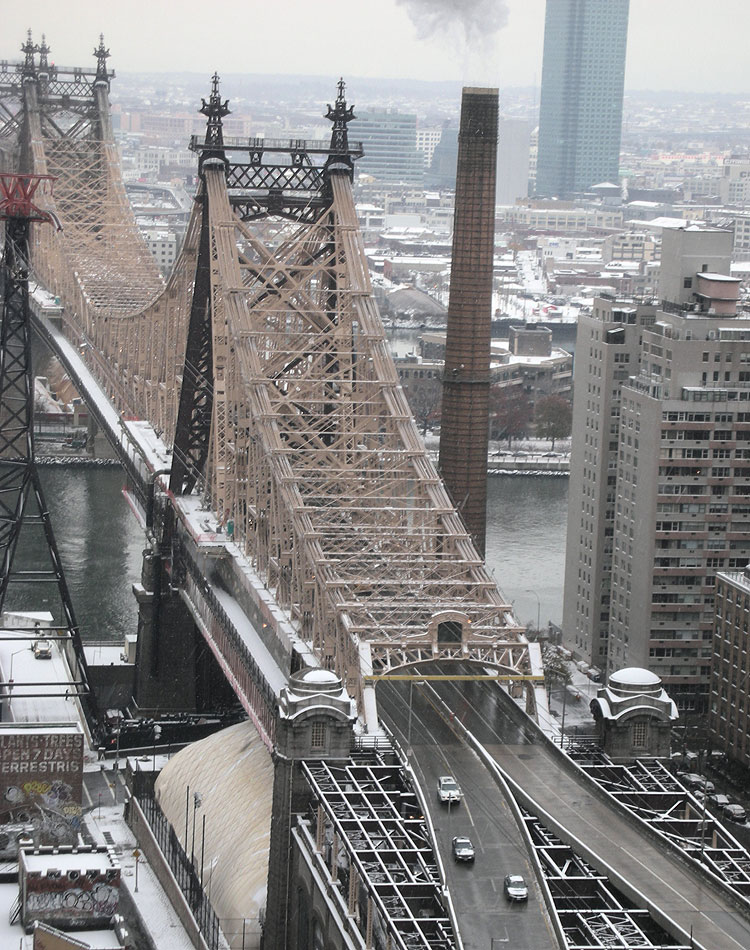
クイーンズ橋をマンハッタンからクイーンズへ見る

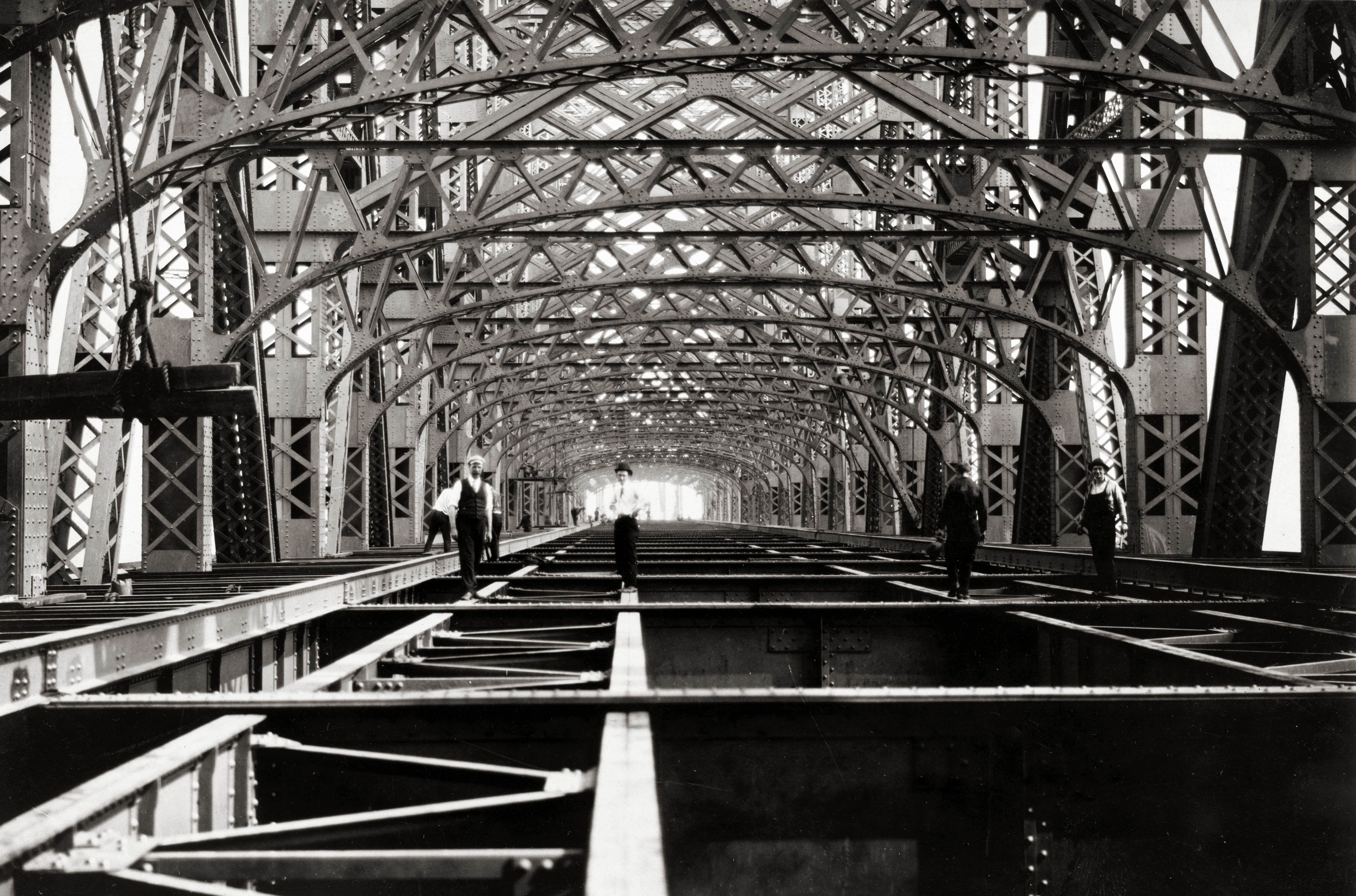
建造中の橋の上層、1907年頃

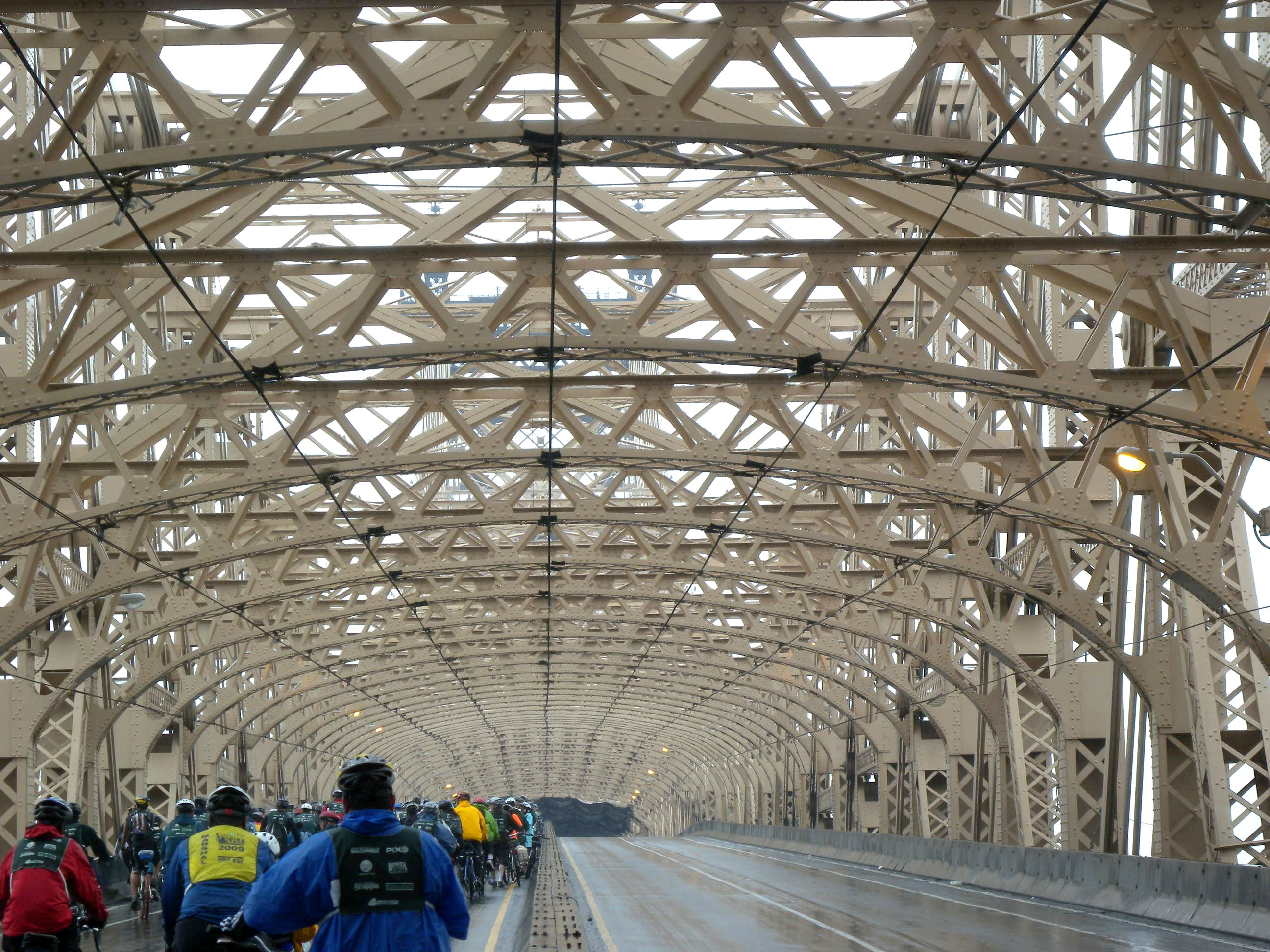
100周年

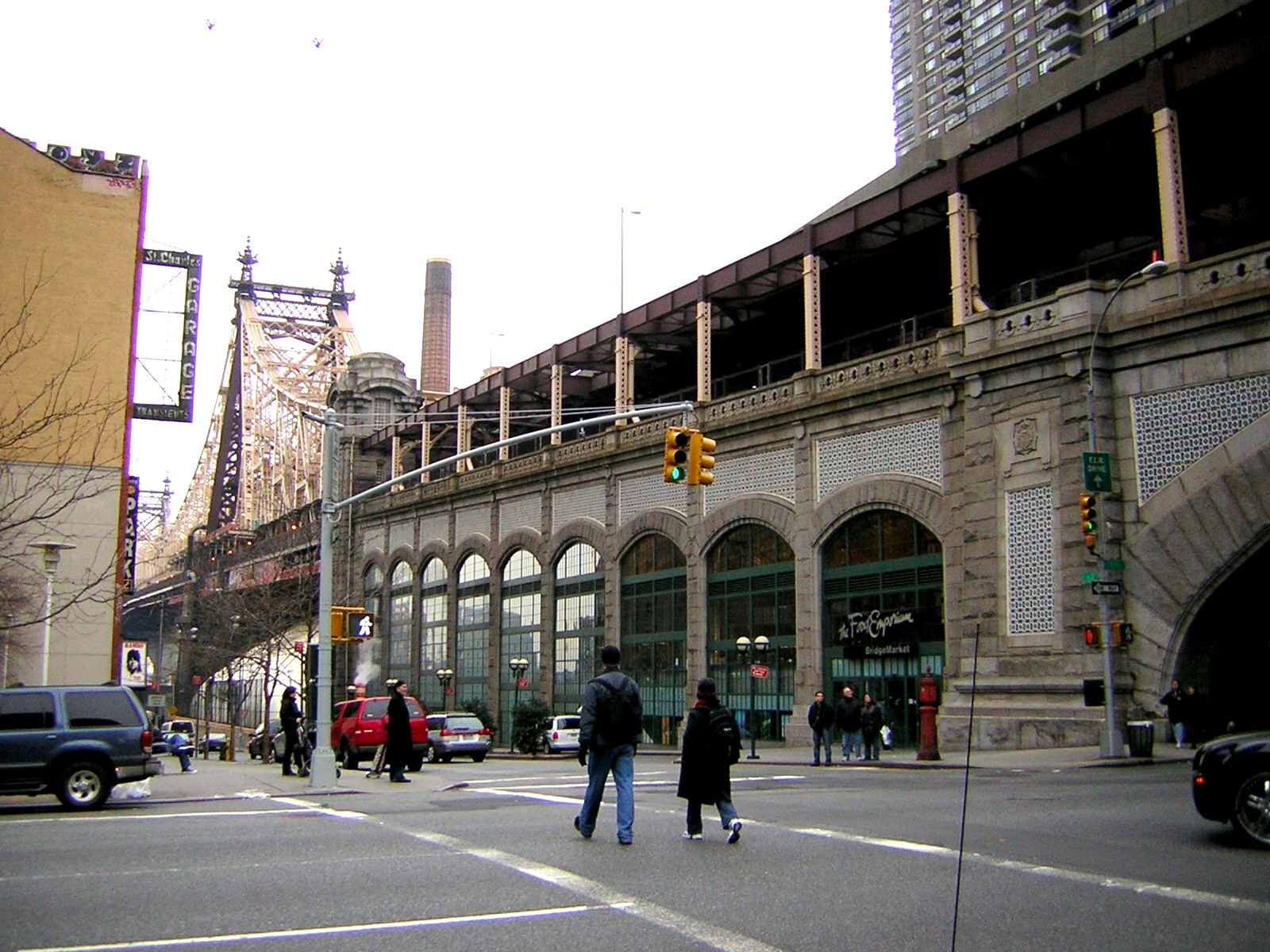
ブリッジマーケット

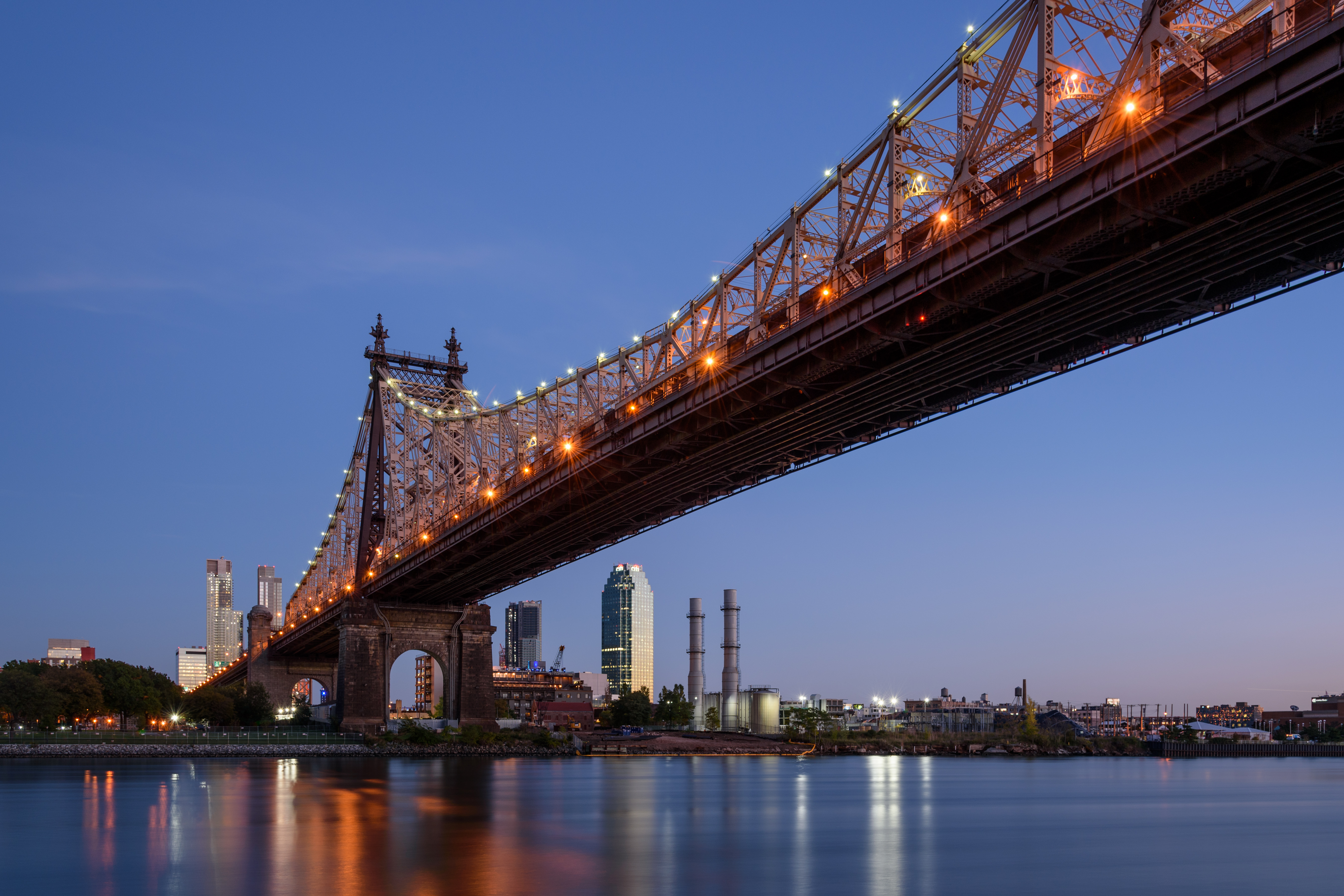
ルーズベルト島から見た夜の橋

クイーンズボロ橋（英語: Queensboro Bridge）は、1909年に完成した、ニューヨーク市、イースト川に架かる片持ち梁橋である。正式名称はエド・コッチ・クイーンズボロ橋（Ed Koch Queensboro Bridge）。橋のマンハッタン側が59丁目と60丁目の間に位置するため、59丁目橋（59th Street Bridge） とも呼ばれている。
橋は、クイーンズ区のロングアイランド・シティ地区から、ルーズベルト島を通ってマンハッタンと結んでいる。橋はニューヨーク州道25号線となっており、州道であるのは橋の西から4つ目のスパンまでである（ニューヨーク州道25号線は、橋が西端となっており、以前はNY 24とNY 25Aが走っていた）。橋の北側には、横に独立したルーズベルト島トラムウェイが走っている。2008年の日平均交通量は176,306台。
2010年12月、市は、橋がクイーンズボロ橋から、前市長エド・コッチに敬意を示して、エド・コッチ・クイーンズボロ橋に改名することを発表した。改名の決定は、クイーンズの住民や財界人には喜ばれず、多くの地元住民が古い名称を使って橋を呼んでいる。

## 歴史

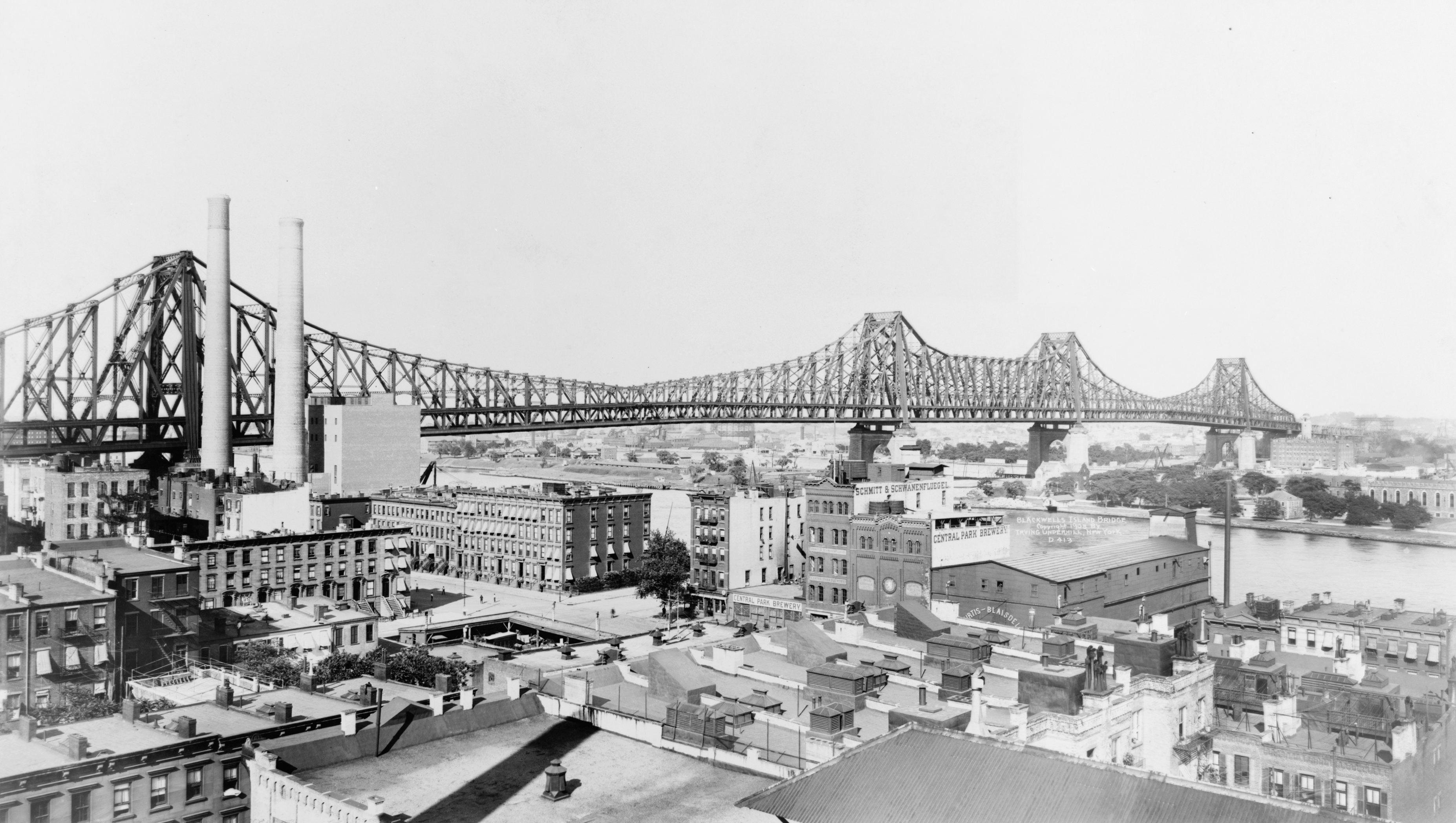
1908年頃の橋

マンハッタンにロングアイランド・シティを繋ぐ橋の重要な計画は、1838年から始まり、1867年には、民間企業による投資が初めて試みられた。この努力は結実することはなく、この会社は1890年代に破産した。成功した計画は、市の新しい橋部のもと、1903年から始まり、ウィリアムズバーグ橋を設計したレファート・L・ブックとヘンリー・ホルンボステルが協力して、1902年に橋委員会の新しい地位に就いたグスタヴ・リンデンタールが指揮した。
建設はすぐに開始されたが、暴風の中、労働不足により不完全だったスパンが崩壊（ダイナマイトで爆破することが試みられた）し、橋が完成するまでには1909年までかかった。橋が一般に開業したのは、1909年3月30日であり、約1800万$と50人のコストがかかった。セレモニーが行われたグランド・オープンは、1909年6月12日に行われた。橋は、初期のルーズベルト・アイランドという名称より、ブラックウィルズ・アイランド橋として知られていた。1930年から1955年にかけて、現在はルーズベルト島として知られるウェルフェア島に、自動車や歩行者を輸送する乗り物エレベーターがあった。これは、1970年に取り壊された。

クイーンズボロ橋は、ダブル片持ち梁橋で、ルーズベルト島の両側の海峡を越える、2つの片持ち梁スパンを持っている。橋はスパンをつり下げてはおらず、各側からの片持ち梁は、スパンの中間点まで達する。下記は、5つのスパンと出入り口の長さを示している。
- マンハッタンへのルーズベルト島スパン（片持ち梁）：360m
- ルーズベルト島スパン：190m
- ルーズベルト島へのクイーンズ・スパン（片持ち梁）：300m
- サイド・スパン：143 - 140m
- 出入り口全体：1,135m
- 出入り口を含む全体：2,270m

1917年、ケベック橋ができるまで、マンハッタンとルーズベルト島の間にあったスパンは、北アメリカで最長の片持ち梁スパンであった。
橋は、2層になっている。最初は、上層は歩行者を収容して、2本の高架鉄道の線路（クイーンズボロ・プラザ高架駅への2番街高架線と接続した）があり、下層は4車線の自動車道、現在の「アウター・ロードウェイ」、歩行者用のトロリーレーン2車線があった。トロリーは橋の途中で停車し、クイーンズとマンハッタンの乗客を繋いでおり、ルーズベルト島へエレベーターまたは階段で下りることができた。橋で運営されたトロリーは、1957年4月7日まで運行していた。鉄道は、2番街高架線と同様に、1930年代後半から1940年代前半にかけて撤去された。トロリー・レーンと橋の中間駅（階段）も、1950年代に撤去され、橋の自動車用の車線の11車線となった。
料金は、自動車が橋を通過する場合には、課されていない。

## 現在
橋は数年間、老朽化していたが、1987年からエド・コッチ・クイーンズボロ橋の修復が始まり、3億$以上のコストをかけて、未だ進行中である。
橋の上層には、自動車用の4車線があり、橋の片持ち梁トラス構造やニューヨークのスカイラインの素晴らしい眺めを見ることができる。下層には、自動車用の4車線を含む乗り物用の5車線と南側の自動車用のアウター・レーンがある。北側アウター・ロードウェイは、2000年9月に永久の歩行者/自転車道として変換された。
橋へのマンハッタン入口は、現在は、橋の下のフード・エンポリウム・ブリッジ・マーケット及びレストラン・グアスタビーノスの上品な天井となっているグアスタビーノ・タイルで支えられている。もとは、このオープンエアの散歩道はブリッジマーケットとして知られており、ホルンボステルの橋を市に快く受け入れてもらうための試みの1つでもあった。
2009年3月、ニューヨーク市橋百年委員会は、橋の開通から百周年を記念したイベントのスポンサーとなった。橋は、この百周年の年に、米国土木学会によって、歴史的国家土木建造物に指定された。
エド・コッチ・クイーンズボロ橋は、ニューヨークシティマラソンの最初のマンハッタン入り地点、及び5区自転車ツアーのマンハッタンの出口地点となっている。

## 公共交通機関
鉄道路線

2本の都市交通の線路に加え、橋にはさらに、4本の路面電車の線路があった。次のクイーンズへの路線は橋の上で運営されていた：
- クイーンズボロ橋ローカル、1909年-1957年（市で最後の路面電車）
- アストリア線、1910年–1939年
- ステインウェイ線、1910年–1939年
- カレッジ・ポイント線、1910年–1925年
- コロナ線、1910年–1922年
- クイーンズ・ブルバード線、1913年–1937年

1910年から1919年にかけての3番街線の42丁目クロスタウン線であるワン・マンハッタン線も橋の上で運営されていた。
バス

橋では、Q32の路線バスがMTAニューヨーク・シティ・トランジットによって、Q60とQ101ローカルがMTAバスによって運営されている。橋にはさらに、20の急行バスも東行きのみ運営されている（これらバス路線は、西行きに、クイーンズ＝ミッドタウン・トンネルを使用している。これらは、MTAバスのQM1、QM2、QM3、QM4、QM5、QM6、QM7、QM8、QM10、QM12、QM15、QM16、QM17、QM18、QM20、QM21、QM24及びニューヨーク・シティ・トランジットのX63、X64、X68である。路線別の橋を通るバス路線の平日の平均利用者数は、Q32:12,217、Q60:14,427、Q101：3,416、QM1：592、QM2：1,894、QM3：129、QM4：800、QM5：2,014、QM6：1,040、QM7：757、QM8：566、QM10：356、QM12：499、QM15：1,259、QM16：382、QM17：402、QM18：235、QM20：1,104、QM21：377、QM24：1,210、X63：714、X64：396、X68：588である。

## 文化
文学
- F・スコット・フィッツジェラルドの小説『グレート・ギャツビー』では、ジェイ・ギャツビーとニック・キャラウェイが、ロングアイランドからマンハッタンへ行く途中に、橋を渡っている。「この町は、クイーンズボロ橋から見られる」「いつも世界の神秘と美の全てを最初に見ている」とニックは言っている[8]。
- E・B・ホワイトの小説『シャーロットのおくりもの』では、シャーロットがウィルバーに、彼女が夜、蜘蛛の巣を張っている間、橋が完成まで8年かかったことを伝えている。

音楽
- サイモン&ガーファンクルの歌「59番街橋の歌 (フィーリン・グルーヴィー)」では、曲名として橋が使用されている[8]。
- ジャックス・マネキンのアルバム『ディア・ジャック』の歌「ダイアン、ザ・スカイスクレーパー」でも引用される。
- クイーンズブリッジの住民であったMCシャンは、彼の歌「ザ・ブリッジ」で、ラップにより橋について触れている。

映画
- 1932年、パラマウント・ピクチャーズのライトコメディ映画『ノー・マン・オブ・ハー・オウン』（主演はクラーク・ゲーブルとキャロル・ロンバード）では、ロンバードの演じる人物がホテルの窓から、イースト川とクイーンズボロ橋を見て、現在はルーズベルト島として知られるブラックウィルズ島を指す。
- 1936年のスクリューボール・コメディ『襤褸と宝石』では、「忘れられた人」が住む市のゴミ捨て場として数回登場する。
- ウディ・アレンの1979年の映画『マンハッタン』では、アレンとダイアン・キートンのキャラクターが、夜明けに橋の前のベンチで暖まる。これは映画のポスターとなった。
- 1981年の映画『ニューヨーク1997』では、背景として橋が登場する。
- 1985年の映画『トルク182!』のクライマックスでは、クイーンズボロ橋周辺の場所が映る。
- 2002年の映画『スパイダーマン』では、背景として橋が登場する。
- 2003年のどたばたコメディ映画『N.Y.式ハッピー・セラピー』では、デイブ・バズニック（アダム・サンドラーが演じる）とドクター・バディ・ライデル（ジャック・ニコルソンが演じる）が、『アイ・フィール・プリティ』を歌うために、橋の中間で車を停める。
- 2012年の映画『ダークナイト ライジング』でも橋が利用される。

テレビ
- テレビシリーズ『アーチャー・バンカーズ・プレイス』、『ザ・キング・オブ・クイーンズ』、『タクシー、アルファスでうつされた。
- 『ザ・キング・オブ・クイーンズ』のオープニングテーマでは、「...今夜のクイーンズボロ橋の交通はここにある」と引用される。
- 『ザ・シンプソンズ』のエピソード『ユー・オンリー・ムーブ・トウィス』では、ハンク・スコーピオが、ごまかしをしていないことを証明するために橋を破壊する。